# Tyranny
Tyranny es el álbum de estudio debut de la banda de rock estadounidense The Voidz (anteriormente llamada Julian Casablancas + The Voidz). Fue lanzado el 23 de septiembre de 2014 a través de la discográfica Cult. El 2 de septiembre, días antes de la publicación del disco, fue lanzado el primer sencillo del álbum,  "Human Sadness", cuya duración es de 11 minutos. El guitarrista Jeramy "Beardo" Gritter dirigió el videoclip del segundo sencillo "Where No Eagles Fly". El 19 de septiembre Tyranny ya estaba disponible en stream en las páginas de Rolling Stone y Pitchfork.
El álbum obtuvo el puesto 50 en la lista de "Top 50 álbumes de 2014" de la NME.

## Recepción
Rolling Stone le dio una puntuación de 3 estrellas y media, describiéndolo como "el sonido de un hombre desgarrandose la piel. No es lindo, pero es convincente." Paste le dio una puntuación de 6.0, mientras que para Exclaim!  tuvo 8 puntos sobre 10, llamándolo "un álbum seriamente triste.. convincente." Lucas Villa de AXS lo galardonó con 4 estrellas de 5, escribiendo que  "Casablancas continua ejercitando su músculo experimental en la manera más chillona con The Voidz a cuestas." Para Benji Taylor de Clash  tuvo 7/10, llamándolo una "mezcla extrañamente maravillosa de firmas de tiempo incomodas, estructuras de canciones poco convencionales y, en general, locura desenfrenada".
GQ en 2014 publicó una entrevista con Casablancas titulada "Julian Casablancas ha terminado de intentar salvarte".
 

El disco se llama Tiranía, y en cierta forma de eso se trata, Casablancas dice: compañías petroleras rapaces y una prensa no tan libre y depredación ambiental. Dinero. Cuidado de salud. Pesadillas. La luna. "No es muy sexy hablar acerca de estas cosas, especialmente en un lugar como America, donde las cosas son, de alguna manera, las mejores. Pero se siente como que estamos dentro de esa burbuja de Versalles, ¿sabes?"

## Lista de canciones
Todas las canciones fueron escritas  por Julian Casablancas, excepto donde se marca.

Todas las canciones escritas y compuestas por Julian Casablancas, excepto las marcadas. 
| N.º | Título                                               | Duración |  |
| 1.  | «Take Me in Your Army» (Jake Bercovici, Casablancas) | 4:20     |  |
| 2.  | «Crunch Punch»                                       | 4:50     |  |
| 3.  | «M.utually A.ssured D.estruction»                    | 2:31     |  |
| 4.  | «Human Sadness» (Alex Carapetis, Casablancas)        | 10:56    |  |
| 5.  | «Where No Eagles Fly» (Bercovici, Casablancas)       | 3:44     |  |
| 6.  | «Father Electricity»                                 | 7:23     |  |
| 7.  | «Johan Von Bronx»                                    | 5:58     |  |
| 8.  | «Business Dog» (Casablancas, Jeramy Gritter)         | 2:35     |  |
| 9.  | «Xerox»                                              | 5:01     |  |
| 10. | «Dare I Care»                                        | 6:07     |  |
| 11. | «Nintendo Blood»                                     | 5:53     |  |
| 12. | «Off to War...»                                      | 3:17     |  |

## Personal
- Julian Casablancas – voz
- Jeramy "Beardo" Gritter – guitarra
- Amir Yaghmai – guitarra
- Jacob "Jake" Bercovici – bajo, sintetizadores
- Alex Carapetis – batería, percusiones
- Jeff Kite – teclados